# Dirck de Vries

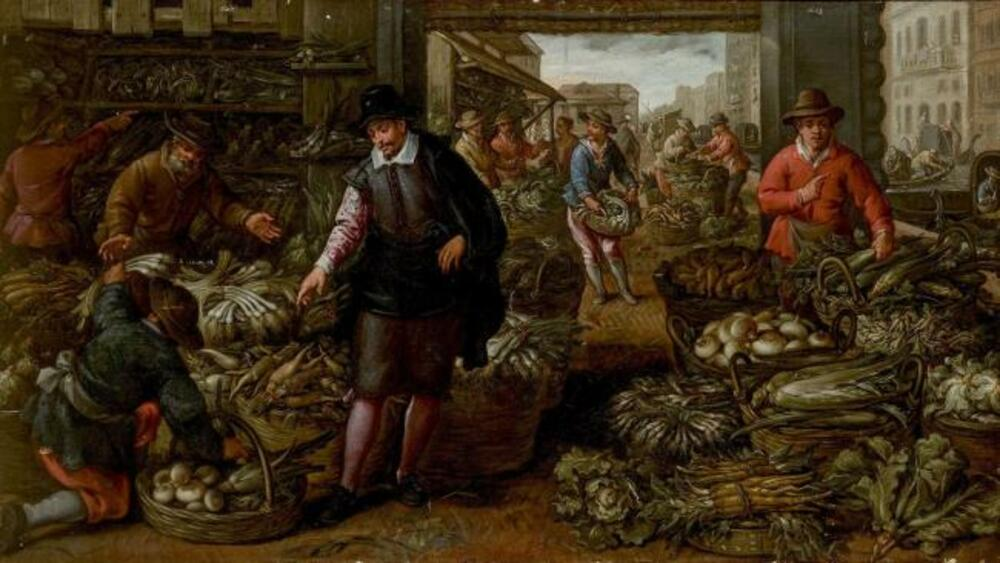
Groentemarkt in Venetië (Dirck de Vries, ca. 1600)

Dirck de Vries (Friesland, ca. 1554 – Venetië, 3 april 1612) was een Noord-Nederlandse schilder en tekenaar, actief in de Republiek en Italië aan het einde van de zestiende en het begin van de zeventiende eeuw. Hij werkte voornamelijk in Venetië en specialiseerde zich in stillevens, historiestukken, en genrevoorstellingen.
Dirck de Vries (ook vermeld als Theodorus de Vries, Dirck de Vrijes of Theodorus Frisius) werd rond 1554 geboren in Friesland. Hij vestigde zich vanaf 1584 in Venetië, waar hij tot zijn dood werkzaam bleef. Hij trouwde met Eugenia, met wie hij meerdere kinderen kreeg. In 1590–1591 verbleef de Nederlandse kunstenaar Hendrick Goltzius in zijn huis aan de Contrada dei Santi Apostoli in Venetië. Goltzius tekende zijn portret.
Dirck de Vries was actief als schilder en tekenaar. Zijn stijl wordt gerekend tot de Noord-Nederlandse schilderkunst, met invloeden van de Venetiaanse School. De Vries stond in het Sint-Lucasgilde in Venetië ingeschreven als Todaro Fiamengo (Theodoor de Vlaming). Jean-Baptiste du Val, lid van de Franse ambassade in Venetië, schreef in zijn dagboek dat hij kennis had gemaakt met Seigneur Theodoro Frisius, een schilder die in Venetië veel aanzien genoot vanwege zijn vaardigheid in het schilderen van natuurgetrouwe portretten en vanwege zijn eigen schilderstijl.
De Vries was bevriend met de Duitse schilder Hans Rottenhammer en leden van de familie Sadeler.
Hij was de leermeester van de schilder Henk Melgers.
- Biografisch Portaal: 33891815
- RKD-Nederlands Instituut voor Kunstgeschiedenis: 82075
- Union List of Artist Names: 500003256
- Virtual International Authority File: 95700449